# Shinnyo-En
Shinnyo-En (jap. 真如苑 wörtlich: „Garten der Soheit“) ist eine neue religiöse Gemeinschaft, die im Jahr 1936 in Japan gegründet wurde (offizielle Anerkennung 1953) und gehört zu den  Gemeinschaften mit den höchsten Zuwachsraten an Mitgliedern in den letzten Jahrzehnten. Die Gruppe soll 2011 etwa 860 000 Mitglieder gehabt haben.
Shinnyo-En ist formal zum esoterischen Buddhismus zu rechnen, bezieht sich aber in Fragen der Doktrin auf verschiedenste buddhistische Traditionen.

## Geschichte
Der Begründer Shinjō Itō (伊藤真乗, Itō Shinjō; auch: Kyōshu-sama * 28. März 1906 als Fumiaki Itō, † 19. Juli 1989) stammte aus einer religiösen Familie. Sein Vater war Anhänger des Zen-Buddhismus und der Wahrsagungs-Tradition Kōyōryū (甲陽流). Seine Mutter war eine Tenrikyō-Gläubige. Schon in frühen Jahren soll Shinjō Itō mit der spirituellen Welt Kontakt aufgenommen haben, wie er selbst in seinen späteren Schriften erzählt.
1932 heiratete Itō seine Cousine zweiten Grades Tomoji (伊藤友司, Itō Tomoji; auch Shōjushin’in; geborene Uchida, * 9. Mai 1912, † 6. August 1967). Auch Tomoji hatte einen religiösen, familiären Hintergrund: Als sie vier Jahre alt war, starb ihr Vater, wonach sie von ihrer Großmutter aufgezogen wurde, die zusammen mit ihrer Tochter (Tomojis Tante) als Medium von Kitsune besessene Menschen exorzierte.
Zusammen entwickelten Shinjō und Tomoji Itō ein starkes Interesse für die Lehren der Shingon-shū und ließen sich insbesondere vermittels der Gottheit Fudō Myō-ō in ihre esoterischen Riten initiieren. Nach verschiedenen Visionen im Januar und Februar 1936 kündigte Itō seine Anstellung und widmete sich fortan mit seiner Frau ganz dem religiösen Leben. Zunächst gründeten beide eine religiöse Vereinigung namens Risshōkaku (立照閣), die aus rechtlichen Gründen mit dem Narita-san Shinshō-ji in Narita assoziiert war; zudem begann Itō Übungen im stark mit Shugendō verbundenen Shingon-Tempel Daigo-ji in Kyōto. Der Tod von Shinjō und Tomoji Itōs damals zwei Jahre alten Sohns Chibun am 9. Juni desselben Jahres gilt als Wendepunkt in der Gemeinde von Shinnyo-En, wonach Shinjō Itō den Tod seines Sohnes als Zeichen für den Beginn einer neuen Zeit verstanden haben soll. Am 8. Juni 1938 erfolgte der erste Spatenstich für das neue Hauptquartier der Bewegung, Shinchō-ji. Wegen der rechtlichen Beschränkungen durch das Gesetz über die Religionsgemeinschaften musste sich dieser Tempel offiziell der Daigo-ji-Linie der Shingon-shū angliedern. Trotz der später erlangten rechtlichen Unabhängigkeit verblieb Shinnyo-En hiernach bis auf den heutigen Tag formal in dieser Linie. Juli 1938 erhielten Shinjō Itō und seine Frau die Erlaubnis zum Bau eines Tempels für die von ihnen gegründete Vereinigung Tachikawa Fudōson Kyōkai (立川不動尊教会) in Tachikawa, der spätere Haupttempel von Shinnyo-En. 1941 schloss Shinjō Itō seine Shingon-Studien mit dem Empfang der höchsten Weihen ab.
Am 4. November 1946 erhielt erstmals eine Shinnyo-En-Anhängerin von Tomoji Itō die Erlaubnis, als Medium zu agieren. Wenig später wurden auch die Kinder der Itōs zu Medien ausgebildet.
Durch die Lockerungen der religionsrechtlichen Bestimmungen durch den Erlass über die Religionsgesellschaften wurde die Gemeinde schließlich in die 1948 gegründete Vereinigung Makoto Kyōdan (まこと教団) überführt. 1950 markierte eine Krise für das Sangha  (Gemeinde), als ein Shinnyo-En-Anhänger nach einer vermeintlichen Bestrafung während einer der asketischen Übungssitzungen eine rechtliche Beschwerde gegen Shinjō Itō einreichte, der in der Folge zu einer kurzen Gefängnisstrafe verurteilt wurde. Medienberichte aus dieser Zeit charakterisierten Makoto Kyōdan neben verschiedenen anderen zeitgenössischen neuen religiösen Bewegungen (wie Sekai Kyūseikyō und Reiyūkai) als die neuen, liberalen Gesetze missbrauchend dar. Im Mai 1953 wurde Makoto Kyōdan unter den Bestimmungen des Gesetzes über die Religionsgesellschaft mit dem Namen Shinnyo-En offiziell durch den japanischen Staat anerkannt.
1966 erhielt Shinjō Itō vom Daigo-ji den Titel eines Daisōjō (大僧正), Tomoji den eines Gon-Daisōjō (権大僧正). Im selben Jahr machte eine Delegation von Theravada-Buddhisten aus Thailand ihre Aufwartung bei der Gemeinde; der Theravada-Einfluss aus dieser Zeit blieb bis heute bestehen (so besteht eine Shinnyo-En-Praxis im Chanting der dreifachen Zuflucht auf Pali). Kurz nach einer Europa-Reise von Shinjō und Tomoji Itō, wo sie den Papst und andere religiöse Würdenträger besuchten, verstarb Tomoji.
1973 wurde der erste Shinnyo-En-Tempel außerhalb Japans auf Hawaii gegründet. Mittlerweile unterhält Shinnyo-En mehrere Dutzend Tempel, davon außerhalb Japans u. a. in Australien, Belgien, Brasilien, Deutschland (Berlin, Frankfurt, Hamburg, München), Frankreich, Hongkong, Italien, Korea, Singapur, Taiwan, Thailand, UK, und den USA.
1983 wurde die Dharmalinie offiziell den beiden Töchtern von Shinjō und Tomoji Itō, Masako (auch Shinsō; * 25. April 1942) und Shizuko (auch Shinrei; * 5. Oktober 1943) Itō, übertragen. Masako erhielt vom Daigo-ji den Titel Daisōjō und Shizuko den Titel Gon-Daisōjō. Nach dem Tod ihres Vaters im Jahr 1989 wurde Masako seine erste Nachfolgerin (Keishū-sama) und Oberhaupt (苑主, enshu) von Shinnyo-En.

## Lehre
Die Shinnyo-En-Lehre basiert auf dem Mahāparinirvāṇa-Sūtra, mit dem Shinjō Itō sich seit den späten 1950er Jahren intensiv beschäftigt hatte. Shinnyo-En zufolge sind die zentralen Doktrinen dieses Textes
1. Die Ewigkeit Buddhas und die Unveränderlichkeit seiner Lehre
2. Die Möglichkeit für alle Lebewesen, Buddhaschaft zu erlangen (vgl. Buddha-Natur)
3. Die vier Vollkommenheiten (guṇapāramitās), d. h. Permanenz, Freude, Selbst und Reinheit (常樂我淨, jō-raku-ga-jō)

Eine weitere zentrale Doktrin ist das stellvertretende Leiden (抜苦代受, bakku-daiju), das in Shinnyo-En vor allem durch die zwei Kinder (Ryōdōji-sama), d. h. die verstorbenen Söhne Chibun (s. o., postum Kyōdōin) und Yuichi († Juli 1952 im Alter von 15 Jahren, postum Shindōin) geprägt ist, die in der Vorstellung von Shinnyo-En durch dieses stellvertretende Leiden in der Geisterwelt als Bodhisattvas die Lebewesen der diesseitigen Welt aus ihren karmischen Verstrickungen erlösen.
In Verbindung mit dem Bakku-daiju steht das diesem nachgelagerte Shōju (摂受; skt. parigraha), die Umarmung und Akzeptanz durch Tomoji, die seit ihrem Tod allen Lebewesen zugeeignet sein und ihnen auf dem Weg zur Erleuchtung helfen soll.

## Praxis
Ein distinktes Merkmal in der Praxis von Shinnyo-En sind Sesshins (nicht zu verwechseln mit den Sesshins im Zen-Buddhismus), bei dem durch die Geisterworte (霊言, reigen) von Medien (霊能者, reinōsha) mit der Welt der Geister (真如霊界, shinnyo reikai) interagiert werden soll. Diese (nahezu ausschließlich japanischen) Medien übernehmen auch in der Regel die Leitung von Shinnyo-En-Gruppen (経, suji), die aus mindestens einhundert Familien von Gläubigen bestehen.
Ziel der Sesshins ist das Verständnis und die Aufhebung von karmisch bedingtem Leiden, das sich in allen möglichen Formen persönlicher Probleme manifestieren kann. Die mindestens einmal pro Monat zusammentretenden Gruppen, deren Größe bis zu 50-60 beträgt, werden bei den Sesshins von bis zu 12 Reinōsha angeleitet, die durch diverse esoterische Rituale Kontakt mit der Geisterwelt aufnehmen.
Den Kern der Bemühungen im Alltag bilden drei heilige Übungen (三つのあゆみ, mittsu-no-ayumi):
1. Otaske (おたすけ oder お救け, otasuke, dt. „Helfen“), d. h.  weiterleiten von Segenskraft durch helfende Worte, nicht lügen, Zuhören... und auch Missionierung.
2. Kangi (歓喜, auch kanki; dt. „Freudiges Geben“), d. h. Abführen von Spenden an Hilfsorganisationen, die Gesellschaft, und Shinnyo-En
3. Gohōshi (ご奉仕; dt. „Dienst“), d. h. Arbeit für die Gesellschaft, z. B. "Körpereinsatz" durch Dienste in der Gesellschaft oder in den Tempeln, Putzarbeiten o. ä. in den Tempeln oder öffentlichen Plätzen

Das tatsächliche Praktizieren dieser Übungen soll einem innerhalb Shinnyo-En dabei helfen, in den Rang eines Reinōsha aufzusteigen (ein Prozess, der im Durchschnitt ca. 16 Jahre dauert), obwohl dieser Aufstieg als fundamental durch die Geisterwelt bestimmt vorgestellt wird. Die Entscheidung über die Verleihung des Reinōsha-Titels obliegt jedoch tatsächlich einem ständigen Gremium von Shinnyo-En, dem Sōshōeza (相承会座). Danach durchlaufen die neuen Medien einen 12 bis 18 Monate langen Trainingskurs, an dem nur Medien teilnehmen.